# Sherko Karim
Sherko Karim Lateef Gubari (Quircuque, 25 de maio de 1996) é um futebolista profissional iraquiano que atua como atacante, atualmente defende o Grasshoppers.

## Carreira
Sherko Karim fará parte do elenco da Seleção Iraquiana de Futebol nas Olimpíadas de 2016.